# قطعنامه ۷۱۸ شورای امنیت
قطعنامه ۷۱۸ شورای امنیت سازمان ملل متحد که در تاریخ ۳۱ اکتبر ۱۹۹۱ تصویب شد، سندی بین‌المللی دربارهٔ وضعیت کمبودیا است. این قطعنامه طی نشست ۳۰۱۵ام با ۱۵ رای موافق، ۰ مخالف و ۰ ممتنع تصویب شد.